# Les Rythmes de la jungle
Série Mickey Mouse
Les Vagues sauvages
(1929)
Pour plus de détails, voir Fiche technique et Distribution.
Les Rythmes de la jungle (Jungle Rhythm), sorti le 15 novembre 1929, est le dernier court métrage d'animation de Mickey Mouse de l'année 1929.

## Synopsis
Mickey, explorateur dans un safari quelque part en Afrique, est monté sur un éléphant et tient une arme. Mais il se retrouve coincé entre un lion et un ours. Il tente de les apaiser en jouant de la musique. La suite du film est succession de musique permettant de faire danser des animaux de la jungle. Les airs vont du Yankee Doodle et du Turkey in the Straw aux Auld Lang Syne, Le Beau Danube bleu et Aloha Oe.

## Fiche technique
- Titre original : Jungle Rhythm
- Autres titres :
  - France : Les Rythmes de la jungle
- Série : Mickey Mouse
- Réalisateur : Walt Disney
- Animateur : Ub Iwerks, Les Clark
- Producteur : Walt Disney, John Sutherland
- Distributeur : Celebrity Production
- Date de sortie[2] : 15 novembre 1929
- Format d'image : Noir et Blanc
- Durée : 7 min
- Musique : Carl W. Stalling
- Langue : (en)
- Pays :  États-Unis

## Commentaires
Ce film évoque les britanniques du début du XXe siècle parcourant le monde et explorant ses richesses. Toutefois les successions d'animaux semblent évoquer les difficultés quotidiennes des américains dans ce début de Grande Dépression à la suite du Jeudi noir.
Un ours fait ici une surprenante apparition dans la jungle africaine.